# Gandžačaj
Gandžačaj ili Gjandžačaj (azerski: Gəncəçay, rus. Гянджачай) je rijeka u Azerbajdžanu. Duga je 99 km. Površina porječja iznosi 752 km2. Izvire na Murovdagu, a ulijeva se u Mingečaursko jezero. Prolazi kroz grad Gandža.

## Vanjske poveznice
|  | Zajednički poslužitelj ima još gradiva o temi Gandžačaj |